# Thriller (canción)
«Thriller» es una canción interpretada y coeditada por el cantante estadounidense Michael Jackson, compuesta por Rod Temperton y producida por Quincy Jones. Es el séptimo y último sencillo de su sexto álbum de estudio, Thriller.
A través del sello Epic, la canción figuró en múltiples álbumes recopilatorios de grandes éxitos de Jackson, como HIStory: Past, Present and Future, Book I (1995), Number Ones (2003), The Essential Michael Jackson (2005), así como en la banda sonora This Is It (2009). La canción, que incluye una parte hablada grabada por el actor Vincent Price, originalmente se titulaba «Starlight».
La instrumentación del tema incluye una línea de bajo y sintetizadores. Se pueden escuchar en la canción efectos de sonido como una puerta chirriante, truenos, pasos sobre suelos de madera que crujen, el viento y aullidos; además la letra contiene elementos que aluden al género de cine de terror. «Thriller» se convirtió en el séptimo sencillo del álbum en ingresar al top 10 de la lista Billboard Hot 100 y alcanzó la cima de las listas de Francia y Bélgica, así como ingresó al top 10 de otros países.
El vídeo musical del sencillo, titulado Michael Jackson's Thriller tuvo un gran éxito y con casi catorce minutos de duración, es más largo que la canción. En su trama, Jackson y la actriz Ola Ray se encuentran en un ambiente inspirado en las películas de terror de la década de 1950. En una de las escenas, Jackson dirige a otros actores disfrazados de zombis en una coreografía. Pese a que generó controversias por su temática de misterio y violencia, se volvió muy popular y recibió muchos elogios de la crítica. Recibió nominaciones en seis categorías de los MTV Video Music Awards en 1984 y ganó tres. En 2009, se añadió al Registro Nacional de Cine de la Biblioteca del Congreso de Estados Unidos y fue el primer vídeo de música en seleccionarse.

## Contexto

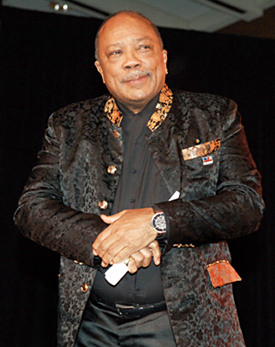
Quincy Jones fue el productor de «Thriller».

«Thriller» fue compuesta por Rod Temperton y producida por Quincy Jones. Originalmente se titulaba «Starlight», contrariamente a quienes decían que se llamaba «Starlight Love». Mientras que este era el título, la letra del estribillo decía Starlight! Starlight sun..., pero cuando pasó a conocerse como «Thriller», se modificó a Thriller! In the night.... Temperton comentó:

«Originalmente, cuando hice mi demo de "Thriller", la llamé "Starlight". Quincy me dijo: "Te las ingeniaste para encontrar un título para el último álbum, veamos qué puedes hacer [entonces] para este álbum". Dije: "Oh, genial", así que volví al hotel, escribí doscientos o trescientos títulos y regresé con "Midnight Man". A la mañana siguiente, me desperté y simplemente me dije a mí mismo esta palabra... Algo en mi cabeza sencillamente dijo "este es el título". Lo podías visualizar en la cima de las listas de Billboard. Podías ver toda la promoción para esta palabra, cómo saltó de la hoja como "Thriller"».

Mientras que Temperton componía «Thriller», afirmó que «siempre quiso» una «sección hablada al final» del tema, pero no sabía realmente «qué hacer», hasta que se decidió contratar a «alguien, una voz famosa en el género del terror» para hacer esta parte. La esposa de Jones, Peggy Lipton, quien conocía a Vincent Price lo sugirió para que hiciera el pasaje hablado y aceptó.

## Grabación

El actor Vincent Price tiene una sección narrada en la canción.

«Thriller», junto con otras canciones de Thriller, fue grabada por Jackson durante ocho semanas en el año 1982. El artista grabó la canción en los Westlake Recording Studios localizados en la Ruta Estatal de California 2 en Los Ángeles, California. Bruce Swedien, ingeniero de sonido, comentó sobre el proceso:

«Cuando comenzamos "Thriller", el primer día en Westlake [...] estábamos todos ahí y Quincy [Jones] caminaba seguido por mí, Michael [Jackson], Rod Temperton y alguna otra gente. Quincy se volteó hacia nosotros y dijo: "OK, muchachos, estamos aquí para salvar la industria de la grabación. Ahora [bien], esto es una gran responsabilidad". [...] Y he aquí por qué aquellos álbumes, y especialmente "Thriller" suenan tan increíbles. Lo básico es que todos daban el 150 por ciento. [...] Quincy era el director de una película y yo, el director de fotografía. [...] Podía encontrar a la gente y darnos la inspiración para hacer lo que hacíamos».

Swedien y Jones afirmaron que Vincent Price grabó su parte en dos tomas; Jones, quien sabía que hablar en una canción es «difícil», elogió a Price y las describió como «fabulosas». Swedien dijo sobre Jackson: «Probé todo tipo de cosas con Michael —por ejemplo, que cantara su parte y luego repetirla una vez, luego le pedía que se alejara del micrófono y lo haga una tercera vez. Eso realmente cambiaba la acústica en la habitación así que dio a la voz de Michael una característica única. Grabamos algunas armonías vocales en las duchas de Westlake».

## Instrumentación
Su instrumentación consiste en sintetizadores, guitarra eléctrica, trompeta, saxofón, flauta y trombón. La canción posee un tempo moderado de 120 pulsaciones por minuto compuesta en la tonalidad de do♯ Dorian. La letra y los efectos de sonido de «Thriller» incluyen referencias a elementos del terror y hacia esto está orientada su temática. A lo largo de la canción, pueden escucharse efectos de sonido tales como el de una puerta chirriante, truenos, pasos sobre un piso de madera, el viento y aullidos. Bruce Cannon, editor de los efectos, comentó: «Cosas como la tormenta deben provenir de películas viejas de Hollywood —nunca sabremos de qué películas—, pero los mejores editores de efectos de sonido van hacia el desierto y hallan un coyote, así que tengo la sensación de que fue un aullido real». La pista de respaldo, especialmente la línea de bajo, tiene ciertas similitudes con el éxito de R&B de 1981 «Give It to Me Baby» de Ricky James.

## Recepción mediática

### Crítica
La canción tuvo en general una buena recepción crítica. Ashley Lasimone, de la página Spinner.com de AOL, comentó que «"Thriller" se ha vuelto una firma para Jackson» y comentó que «el ritmo de la línea de bajo [que] va de la mano con la voz asesina de Michael y sus elegantes movimientos» han logrado «producir un temible y grandioso sencillo». Jon Parales, de The New York Times, mencionó que las canciones de Thriller «Billie Jean», «Beat It», «Wanna Be Startin' Something» y «la película interna de la canción "Thriller"» fueron las canciones, a excepción de la «pelusa de P.Y.T.», que «hicieron de Thriller un éxito mundial; junto con el vídeo y los conciertos del señor Jackson, los oyentes se deben haber identificado con su voluntad para confesar su terror [hacia la canción]».
Ann Powers, de Los Ángeles Times, describió a «Thriller» como una canción que es «adecuadamente maravillosa» con un «ritmo con esencia funk», cuya letra fue «aparentemente escrita, a partir de algún libro de cuentos de terror infantil». Después de la muerte de Jackson, AOL realizó una lista, titulada como las «10 mejores canciones de Michael Jackson», en la cual el sitio optó por colocar a «Thriller» en la primera posición. En 2009 Melissa Cabrera, de dicho sitio web, agregó la canción en el cuarto puesto de la lista de las «100 mejores canciones de la década de 1980». Eliot Glazer, colocó a la canción en la primera posición de la lista de las «mejores canciones de 1984». En el mismo sitio web de AOL, «Thriller» se colocó en la segunda posición de las listas de las «10 mejores canciones para Halloween» y de «Las 10 mejores canciones para fiestas».

### Comercial

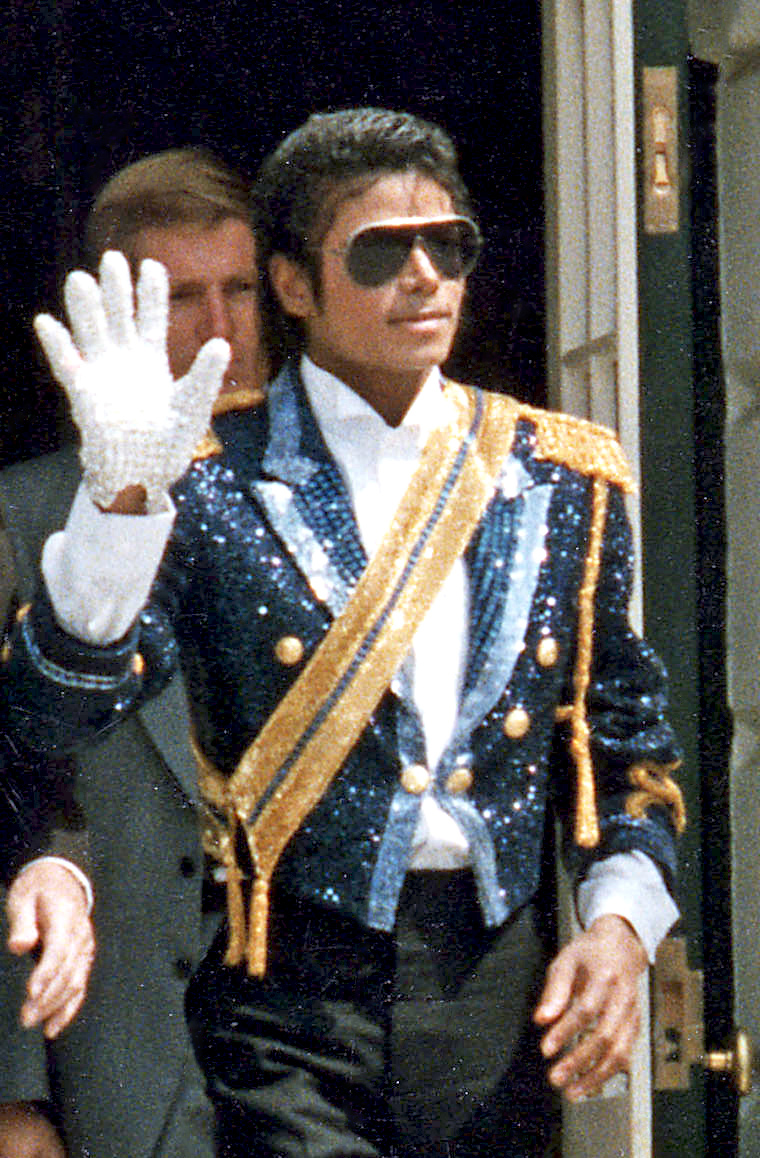
Michael Jackson en 1984.

En los Estados Unidos, antes del lanzamiento oficial de «Thriller» en la radio, se ubicó en la posición número uno en la lista Dance Music/Club Play Songs Chart de Billboard en 1983. Lanzada el 23 de enero de 1984, «Thriller» se convirtió en el séptimo y último sencillo de su álbum Thriller en entrar a los primeros diez lugares del Billboard Hot 100. Durante la segunda semana del lanzamiento de «Thriller», en la edición con fecha del 11 de febrero de 1984, la canción ocupó el puesto 20 del Billboard Hot 100. A la semana siguiente, en la edición del 18 de febrero de 1984, la canción ascendió al séptimo lugar y se había movido trece posiciones dentro de la lista en relación con la anterior edición. Hacia la cuarta semana después de su lanzamiento, es decir, hacia el 3 de marzo del mismo año, «Thriller» había alcanzado los primeros cinco lugares y estaba en el cuarto puesto, la máxima posición que pudo obtener dentro de dicho listado. La canción obtuvo un disco de oro por parte de la Recording Industry Association of America el 4 de diciembre de 1989, debido a que la canción había logrado vender más de 500 000 copias en los Estados Unidos —cantidad necesaria para que un sencillo reciba dicha certificación antes de 1989. Asimismo, ese mismo día, la canción obtuvo un disco de platino otorgado por la misma asociación debido a haber comercializado más de un millón de copias en ese mismo país; de la misma forma, dicho requisito se aplicó apenas durante 1989. Se estimó que el total de descargas en formato digital en los Estados Unidos fue de 2 432 000 hacia septiembre de 2010.
En la revista de Billboard del 25 de febrero de 1984, «Thriller» se colocó entre los 20 primeros puestos de la lista Hot R&B/Hip-Hop Songs Chart, en donde ingresó en el número 19. Hacia la siguiente semana la canción alcanzó la quinta posición. En la edición del 10 de marzo del mismo año, «Thriller» alcanzó la tercera posición y esta fue el puesto máximo que pudo alcanzar en la lista. Además, la canción logró entrar en la lista Adult Contemporary Chart de la revista Billboard, en la posición número 24. «Thriller» entró a las listas inglesas el 10 de noviembre de 1983 en el puesto 24, en tanto que a la semana siguiente ascendió y alcanzó el décimo puesto. Este fue el más alto lugar que puedo lograr allí; aun así, la canción permaneció un total de 25 semanas. El 5 de febrero de 1984, «Thriller» alcanzó la cima de la lista francesa y permaneció allí 4 semanas consecutivas. La canción también estuvo en el primer puesto de la lista búlgara VRT Top 30 por dos semanas en enero de 1984.
Después de la muerte de Jackson, su música experimentó un resurgimiento en cuanto a popularidad. En la semana de su fallecimiento, «Thriller» se convirtió en la canción más vendida de Thriller y del cantante en los Estados Unidos, cuyas ventas ascendieron a 162 000 copias, de acuerdo a la lista Hot Digital Tracks de Billboard. En la edición del 11 de julio de 2009, «Thriller» alcanzó y se mantuvo en la segunda posición de la lista Hot Digital Singles Chart; la canción permaneció en el Top 10 durante tres semanas seguidas. En el Reino Unido, durante la semana que Jackson había muerto, «Thriller» alcanzó el puesto 23 en las listas del país, mientras que en la siguiente semana, en la edición del 11 de julio de 2009, la canción alcanzó el puesto 12 de la UK Singles Chart. Al día siguiente, «Thriller» alcanzó el segundo puesto en las listas italianas. De igual forma, la canción ingresó en la tercera posición en las listas australianas y suizas; igualmente, estuvo en el primer lugar durante una semana en la lista principal española a partir del 12 de julio de 2009. Asimismo, la canción entró a los diez primeros puestos de las listas alemanas, noruegas e irlandesas, donde se colocó en los lugares noveno, séptimo y octavo, respectivamente. «Thriller» también entró en la lista danesa y alcanzó el puesto número 25 en la edición respectiva del 10 de julio de 2009. Durante la tercera semana de julio de ese año, la canción se colocó en el undécimo puesto de la lista finlandesa.

## Vídeo musical

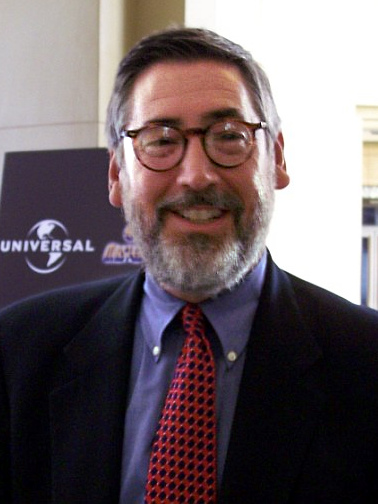
John Landis, director del vídeo.

El vídeo musical de «Thriller», dirigido por John Landis, se filmó en varios lugares de Los Ángeles. Si bien se afirmó que su presupuesto de producción fue de una cantidad entre 800 000 USD a un millón USD, Landis aseguró que solo fue de 500 000 USD. Con respecto al vídeo, Jackson comentó:

Mi idea era crear este vídeo con conversación [...] al comienzo —me gusta tener un principio, un medio y un final, [...] una historia. Me involucré mucho en [...] la creación de esto. Tenía que ser, sabes, [es] mi alma. Generalmente, sabes, es una interpretación de la música. [...] Fue una cosa muy delicada de trabajar porque recuerdo que mi aproximación original era: "¿Cómo hacer que zombis y monstruos bailen sin que se vuelva gracioso?" Así que dije: "Tenemos que hacer simplemente el tipo apropiado de movimiento tal que no se convierta en algo de lo que te puedas reír". Pero tiene simplemente que llevarlo a otro nivel. Así que [me reuní] con [el coreógrafo] Michael Peters y él y yo imaginamos cómo estos zombis se moverían haciendo muecas en el espejo. Solía ensayar con maquillaje de monstruo y me encantaba hacerlo. Así que él y yo colaboramos e hicimos la coreografía; yo pensaba que tenía que comenzar con [...] un paso de jazz. Cosas monstruosas como esa, no demasiado ballet o lo que sea.

Además, se incluyó en los compilados de vídeos Video Greatest Hits - HIStory, HIStory on Film, Volume II, Number Ones, Michael Jackson's Vision y en el DVD adicional de Thriller 25. Tras el lanzamiento del vídeo, se puso a la venta un documental de 45 minutos sobre la producción de «Thriller». Titulado Making Michael Jackson's Thriller, al igual que el vídeo, se transmitió con mucha frecuencia en MTV por un tiempo. El vídeo vendió en total nueve millones de copias y posee el récord de la mayor cantidad de ventas de todos los tiempos. MTV pagó 250 000 por los derechos exclusivos para pasar el documental; Showcase pagó 300 000 por los derechos de transmisión por cable y Vestron Version pagó la suma adicional de 500 000 para lanzarlo en casete, en una «participación de los beneficios».

### Sinopsis

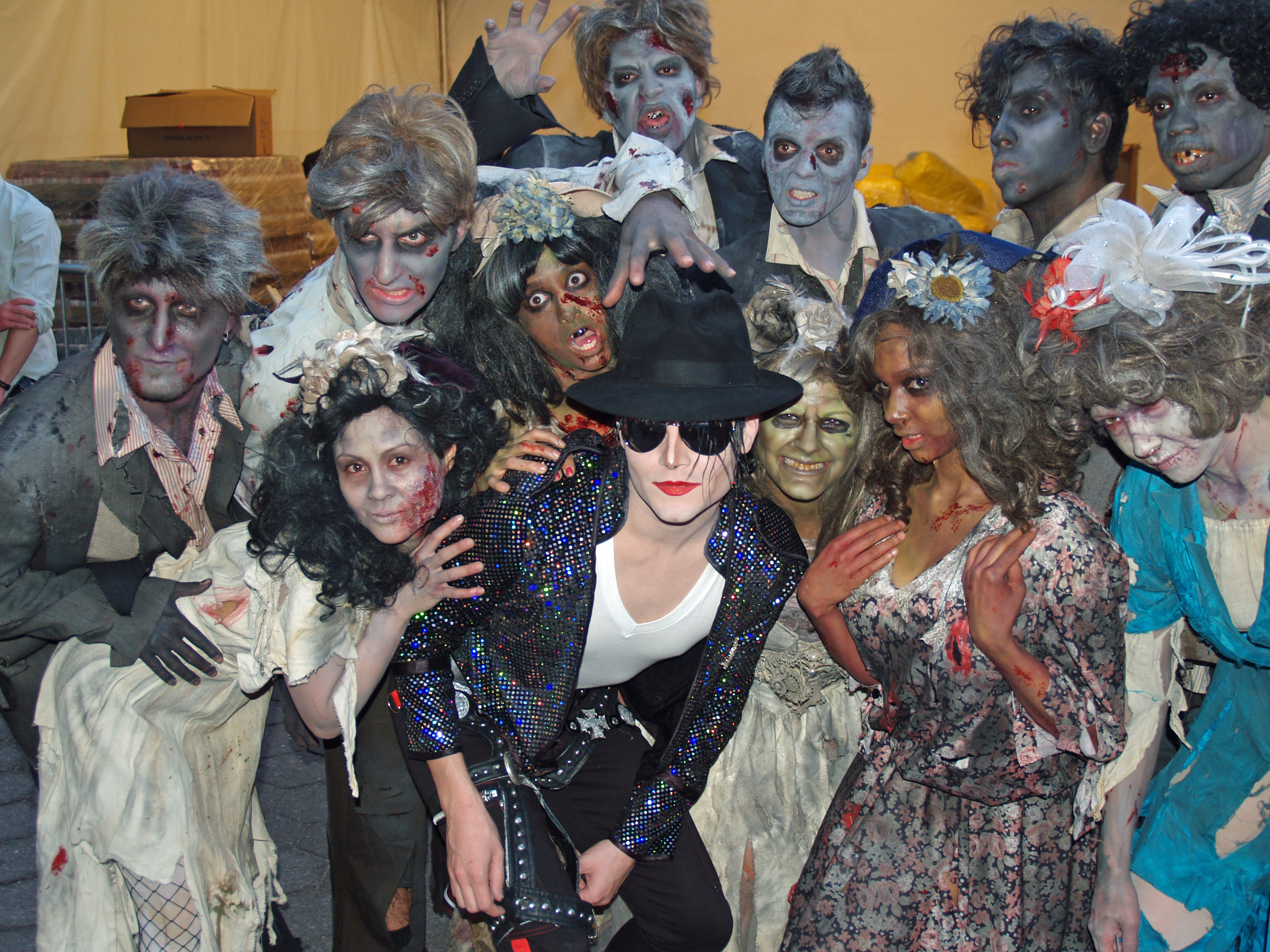
Un imitador de Michael Jackson realizando una versión del vídeo.

Ambientado en la década de 1950, cuenta la historia de un muchacho llamado Michael, quien, junto a su pareja (Ola Ray) se queda sin gasolina cerca de un bosque oscuro. Se bajan de su auto y mientras caminan por el bosque, Michael le pregunta si quiere ser su novia formal. Ella acepta y recibe un anillo. Sin embargo, él le advierte que es «diferente». Aparece la luna llena y Michael se transforma en un hombre gato. Su pareja huye aterrorizada, pero el hombre gato la alcanza, la derriba y se aproxima a ella con sus garras. Luego, la escena cambia y se ve un cine moderno donde Michael y su novia, junto a un público aterrado, están mirando una película llamada Thriller. Ella abandona el salón y Michael, mientras entrega sus palomitas a un extraño la alcanza para asegurarle que «es solo una película». Sigue una discusión sobre si ella estaba asustada o no por el filme: ella lo niega, pero Michael no está de acuerdo. Más tarde, comienzan a caminar por una calle llena de niebla mientras Michael canta las primeras estrofas de «Thriller». Pasan cerca de un cementerio en el que varios zombis comienzan a salir de sus tumbas con la parte de Vincent Price como música de fondo. Las criaturas arrinconan en forma amenazante a la pareja y el cantante comienza su actuación coreográfica seguido por los zombis acompañado por el estribillo del tema; su pareja se asusta tanto con la transformación en zombi de su novio que huye. Michael y sus compañeros cadavéricos siguen a la chica hasta a una vieja casa abandonada en la que ingresa. Luego, Michael busca el cuello de su novia mientras ella grita, para después despertar y darse cuenta de que todo era un sueño. Michael ofrece entonces llevarla a su casa, a lo que accede alegremente. Mientras caminan, Michael mira hacia la cámara enseñando sus ojos de hombre tigre, mientras se escucha la risa malévola de Price.

### Recepción

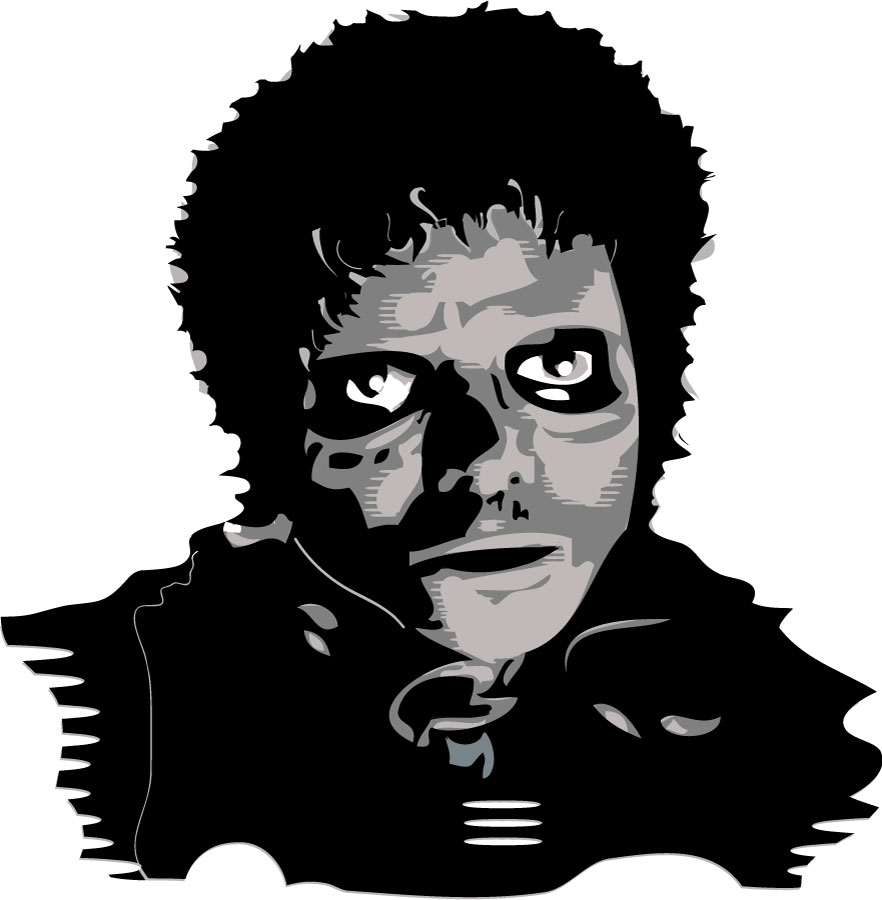
Dibujo del rostro de Jackson, quien se disfrazó de zombi para el vídeo.

Leah Greenblatt de Entertainment Weekly comentó sobre el vídeo: «Cada aspecto de este musical de terror de 14 minutos, dirigido con un fervor escalofriante y cómico por John Landis, está más allá de lo icónico, desde el traje rojo de cuero de Michael a la danza torpe e inmortal (no [es un] juego de palabras) de los zombis y la narración [...] de Vincent Price». Pese a que se recibió el vídeo con elogios universales, también enfrentó críticas negativas por su contenido. En 1984, la National Coalition on Television Violence (NCTV) clasificó más de 200 vídeos de MTV como «demasiado violentos» y «Thriller» se listó como uno de ellos, junto al dúo de Jackson con Paul McCartney «Say, Say, Say». Thomas Radecki, el director de NCTV, citado por Los Angeles Times opinó que «no es difícil imaginar a los jóvenes televidentes tras ver "Thriller" diciendo: "Cielos, si Michael Jackson puede aterrorizar a su novia, ¿por qué yo no podría hacerlo?"». El vídeo recibió nominaciones para seis premios en los MTV Video Music Awards de 1984 y ganó tres. Las categorías en las que ganó fueron las de elección de los televidentes, mejor interpretación en general y mejor coreografía, pero no tuvo éxito en las de vídeo conceptual, mejor vídeo masculino y vídeo del año. Se eligió como el «mejor vídeo» en la encuesta de VH1 «VH1: 100 Greatest Videos» en 2001. MTV lo ubicó en el primer puesto de su lista de los mejores vídeos jamás realizados llamada «MTV: 100 Greatest Music Videos Ever Made» en 1999. En 2011, en la lista de los «10 Mejores vídeos musicales de los '80s» realizada por Billboard, el vídeo de Thriller alcanzó la primera posición dentro de la encuesta.

## Presentaciones en directo
Jackson interpretó «Thriller» en sus tres giras musicales como solista. La canción no estuvo incluida en el repertorio de The Jacksons durante su Victory Tour en 1984, pese a que el cantante agregó varios temas de su álbum Thriller. Fue ejecutada por primera vez en la Bad World Tour, desde 1987 a 1989, con un total de 123 conciertos. Se interpretó, además, dentro de su Dangerous World Tour, a la que asistieron aproximadamente 3,5 millones de personas. La gira comenzó en 1992 y continuaría a lo largo de 1993, pero tras 69 recitales, fue suspendida debido a problemas de salud del cantante y el estrés causado por las acusaciones de abuso sexual infantil que se le hicieron ese año. Jackson cantó «Thriller» en los 82 espectáculos de su tercera y última gira mundial, llamada HIStory World Tour, entre 1996 y 1997.
Jackson había planeado realizar “Thriller” durante su serie de conciertos de 50 espectáculos, que habría sido su cuarta gira de conciertos, titulada This Is It de 2009 a 2010. Para la actuación de Jackson de la canción, había planeado para el escenario en el que iba a actuar en ser configurado con un fondo que se veía como un “cementerio” (que fue un breve ajuste en el video musical) con efectos en 3-D. Jackson surgiría de una araña viuda negra gigante. Según un setlist que fue lanzado en marzo de 2009, “Thriller” iba a cerrar el espectáculo de 16 canciones, aunque la película Michael Jackson's This Is It, que documenta la serie de conciertos, enumera 18 canciones y “Man in the Mirror” como la canción final para los espectáculos planeados. Sin embargo, el documental de los ensayos no muestra el setlist completo de los conciertos planeados.
Las versiones en vivo de la canción están disponibles en los DVD Live at Wembley July 16, 1988 y Live in Bucharest: The Dangerous Tour.

## Otras versiones
«Thriller» ha sido interpretada por múltiples artistas del medio musical desde su lanzamiento en 1984. En 2007, Ian Brown realizó su versión de «Thriller». Amos Barshad y Nick Catucci, de NYMag.com, comentaron que «antes de que te hastíes» de la canción, si «le das una escuchada» a la «reinvención incoherente y fumada [de Brown], es [una razón] realmente buena [para volver a escucharla]». Ben Gibbard, vocalista principal de las bandas Death Cab for Cutie y The Postal Service también realizó una versión alternativa de «Thriller» durante 2008. Además, en Argentina, la antigua compañía de celulares CTI Móvil (Ahora llamada Claro Argentina) utilizó la canción para promocionar un comercial interpretado por un hombre-lobo marino llamado «Espeluznante Thriller» durante todo enero y febrero de 2008; de hecho, recibió el premio Buenos Anuncios en la categoría de bronce. En octubre de 2009, Imogen Heap realizó una versión de la canción para el BBC Radio 1 Live Lounge. Ashley Lasimone, del sitio Spinner.com dependiente de AOL mencionó al respecto que «la actitud y el ritmo de la versión original de Jackson se sustituye con un canto blando, junto con una pequeña pincelada de un bonito y embrujado toque de piano» y describió que dicha versión era una «hipnotizante transformación [de la canción]».
Se reprodujeron tanto en televisión como en películas varias escenas del vídeo del tema, especialmente las escenas de baile, a modo de tributo. La coreografía del vídeo se ha emulado en los filmes Donga (1985), Coming to America (1988), The Malibu Beach Vampires (1991), Dead & Breakfast (2004), Bo! in the USA (2006), I Am Zombie Man (2007) y Si j'étais toi (2007) y en un episodio del programa de televisión Alvin and the Chipmunks. La canción se puede escuchar por un breve momento en la película Doogal (2006); asimismo, la letra de «Thriller» es cantada por varios personajes de la serie Mystery Science Theater 3000 durante el episodio titulado «Soultaker».

## Legado

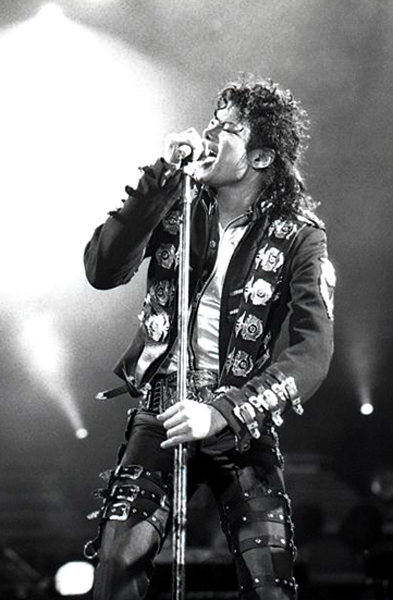
Michael Jackson durante un concierto en Viena en 1988.

Tras el éxito del vídeo de «Thriller», una compañía productora de Hollywood comenzó varias veces, un proyecto que contemplaba convertir a «Billie Jean» —canción que también venía incluida en el álbum Thriller—, en una película; sin embargo, aún no se han concretado los planes de dicho proyecto. Vinny Marino de las ABC News comentó que el vídeo musical de «Thriller» se eligió en algún momento como el «mejor vídeo de la historia», en cuyo caso, dicha elección fue una «obviedad» y recalcó que «el vídeo de "Thriller" hecho por Jackson, continúa siendo considerado el mejor vídeo de todos los tiempos por casi todo mundo». Gil Kaufman de MTV describió al vídeo como «simbólico» y comentó que este es uno de los «legados más perdurables» de Jackson. Kaufman también agregó a su reseña, que el vídeo en cuestión fue la «mini-película que revolucionó los vídeos musicales [en general]» y «sentó las bases del estatus de Jackson como una de las estrellas de pop más ambiciosas e innovadoras de la historia». Steve Peak, de About.com, enumeró a «Thriller» como la octava mejor canción de Jackson durante la década de 1980. Patrick Kevin Day y Todd Martens, de The Los Angeles Times comentaron:

«El éxito mediático de "Thriller" permitió que las barreras raciales de aquel tiempo, que predominaban en las estaciones de radio, se derrumbaran. La radio WPJL de Nueva York, una estación "blanca", transmitió la canción "Billie Jean" por el simple hecho de que Eddie Van Halen aparece en ella. La canción causó cierta controversia entre los oyentes, quienes alegaban que no deseaban oír música "de negros" en dicha estación. Además, MTV se caracterizaba por tener una cierta reputación por su favoritismo ante los cantantes de esa época, y debido a su repentina aceptación hacia los vídeos de Jackson, ayudaron a minimizar esa polémica».

En diciembre de 2009, el vídeo se seleccionó para entrar al Registro Nacional de Cine de la Biblioteca del Congreso de Estados Unidos; «Thriller» fue el primer vídeo musical en ser aceptado allí. El Registro aclaró que «debido a la forma en que la industria de grabación está evolucionando y cambiando, pensamos que sería bueno retroceder al primer cambio radical, que fue el desarrollo del vídeo musical»; también catalogó al cortometraje como el «vídeo musical más popular de todos los tiempos». El coordinador de la National Film Preservation Board Steve Legett, quien es el que elige a los candidatos para que entren al Registro Nacional, mencionó que el vídeo había sido considerado para entrar a la colección por años, pero fue finalmente elegido gracias a que en ese año había fallecido Jackson. En una encuesta realizada a través de MySpace durante 2010, en la que se le preguntó a cerca de un millón de usuarios cuál era el vídeo más influyente de la historia de entre una lista de 20 vídeos realizada por varios críticos musicales y del ámbito del entretenimiento, Michael Jackson's Thriller se eligió como el vídeo más influyente de todos los tiempos.

## Créditos
| - Compositor (letra y música) Rod Temperton - Producida por Quincy Jones - Michael Jackson: Voz principal, coros, caja de ritmos LinnDrum - Vincent Price (invitado): Narración - Greg Phillinganes, Rod Temperton y Brian Banks: Sintetizadores, piano Rhodes - Anthony Marinelli: Progamación de sintetizadores - David Williams: Guitarra | - Jerry Hey, Gary Grant: Trompetas, flugelhorn - Larry Williams: Saxofón, flauta - Bill Reichenbach: Trombón - Arreglos de voces, ritmos y sintetizadores por Rod Temperton - Arreglo de vientos por Jerry Hey - Efectos por Bruce Cannon y Bruce Swedien |

Fuentes: Allmusic y Discogs.

## Posicionamiento en listas

### Semanales
| País              | Lista                             | Posición  |           |           |           |           |           |
| 1983-1984         | 1983-1984                         | 1983-1984 | 1983-1984 | 1983-1984 | 1983-1984 | 1983-1984 | 1983-1984 |
| ----------------- | --------------------------------- | --------- | --------- | --------- | --------- | --------- | --------- |
| Bélgica           | Belgian VRT Top 30                | 1         |           |           |           |           |           |
| Canadá            | Canadian Singles Chart            | 3         |           |           |           |           |           |
| Francia           | French Singles Chart              | 1         |           |           |           |           |           |
| Irlanda           | Irish Singles Chart               | 4         |           |           |           |           |           |
| España            | Spanish Singles Chart             | 1         |           |           |           |           |           |
| Reino Unido       | UK Singles Chart                  | 10        |           |           |           |           |           |
| Estados Unidos    | Billboard Hot 100                 | 4         |           |           |           |           |           |
| Estados Unidos    | Hot R&B/Hip-Hop Songs (Billboard) | 3         |           |           |           |           |           |
| Estados Unidos    | Adult Contemporary (Billboard)    | 24        |           |           |           |           |           |
| Estados Unidos    | Dance/Club Play Songs (Billboard) | 1         |           |           |           |           |           |
| 2009              |                                   |           |           |           |           |           |           |
| Australia         | ARIA Charts                       | 3         |           |           |           |           |           |
| Bélgica (Valonia) | 30 Back Catalogue Singles Chart   | 2         |           |           |           |           |           |
| Bélgica (Flandes) | 30 Back Catalogue Singles Chart   | 3         |           |           |           |           |           |
| Dinamarca         | Danish Singles Chart              | 25        |           |           |           |           |           |
| Europa            | European Hot 100 Singles          | 16        |           |           |           |           |           |
| Finlandia         | Finnish Singles Chart             | 11        |           |           |           |           |           |
| Francia           | French Digital Singles Chart      | 3         |           |           |           |           |           |
| Alemania          | German Singles Chart              | 9         |           |           |           |           |           |
| Noruega           | Norwegian Singles Chart           | 7         |           |           |           |           |           |
| Irlanda           | Irish Singles Chart               | 7         |           |           |           |           |           |
| Italia            | Italian Singles Chart             | 2         |           |           |           |           |           |
| Japón             | Japan Singles Top 100             | 3         |           |           |           |           |           |
| Nueva Zelanda     | New Zealand Singles Chart         | 12        |           |           |           |           |           |
| España            | Spanish Singles Charts            | 4         |           |           |           |           |           |
| Suecia            | Swedish Singles Chart             | 10        |           |           |           |           |           |
| Suiza             | Swiss Singles Chart               | 2         |           |           |           |           |           |
| Reino Unido       | UK Singles Chart                  | 12        |           |           |           |           |           |
| Estados Unidos    | US Digital Songs (Billboard)      | 3         |           |           |           |           |           |

## Listado de canciones
| 7" Single |                                         |          |  |
| N.º       | Título                                  | Duración |  |
| 1.        | «Thriller» (edición especial)           | 4:37     |  |
| 2.        | «Things I Do For You» (versión en vivo) | 3:31     |  |

| 7' Single |                                   |          |  |
| N.º       | Título                            | Duración |  |
| 1.        | «Thriller»                        | 5:57     |  |
| 2.        | «Thriller» (versión instrumental) | 5:57     |  |

| 12" Maxi |                                         |          |  |
| N.º      | Título                                  | Duración |  |
| 1.       | «Thriller»                              | 5:57     |  |
| 2.       | «Thriller» (versión remezclada breve)   | 4:05     |  |
| 3.       | «Things I Do for You» (versión en vivo) | 3:31     |  |

| CD-Single |                                               |          |  |
| N.º       | Título                                        | Duración |  |
| 1.        | «Thriller» (versión remezclada breve)         | 4:08     |  |
| 2.        | «Can't Get Outta The Rain» (versión de álbum) | 4:09     |  |

| DualDisc-Single |                                       |          |  |
| N.º             | Título                                | Duración |  |
| 1.              | «Thriller» (versión remezclada breve) | 4:09     |  |
| 2.              | «Thriller»                            | 5:58     |  |
| 3.              | «Thriller» (video musical)            | 13:40    |  |

## Remezclas
| Remezclas de «Thriller» |                                                             |          |  |
| N.º                     | Título                                                      | Duración |  |
| 1.                      | «Versión de álbum»                                          | 5:58     |  |
| 2.                      | «Versión instrumental»                                      | 5:58     |  |
| 3.                      | «Edición de radio con rap»                                  | 5:11     |  |
| 4.                      | «Edición especial»                                          | 4:37     |  |
| 5.                      | «Versión remezclada breve»                                  | 4:09     |  |
| 6.                      | «Mezcla de Def Thrill»                                      | 7:22     |  |
| 7.                      | «Edición de la remezcla de Danny Tenaglia» (nunca se lanzó) |          |  |